# Limburg-Stirum

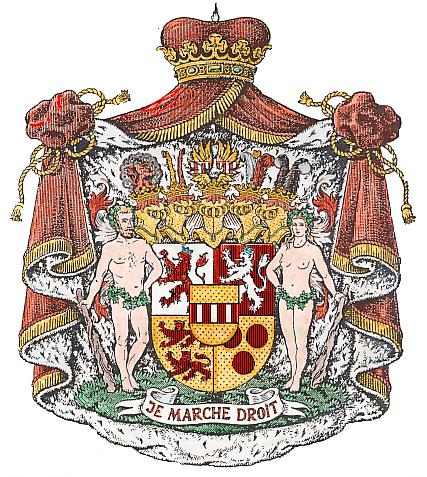
Arma dei conti di Limburg-Stirum

La casata di Limburg-Stirum, che derivò questo nome nel XII secolo dalla contea di Limburg an der Lenne, discende dalla dinastia degli Azzoni Avogadro del IX secolo, il che la rende una delle più antiche famiglie d'Europa. 
Sin dal IX secolo, senza contare le linee secondarie, la famiglia contò cinque conti palatini di Lotaringia, diversi duchi di Vestfalia, Baviera, Carinzia e Svevia, sette arcivescovi di Colonia, un principe-vescovo di Spira, più di dieci vescovi nel Sacro Romano Impero, e due santi della chiesa cattolica, (Santa Richenza, la cui memoria viene celebrata il 21 marzo, e sant'Engelberto di Colonia, ricordato il 7 novembre).

## Storia

### Gli Azzoni
Gli Azzoni appaiono nelle cronache d'epoca con Erenfrido I (866 – 904), conte di Bliesgau, Keldachgau e Bonngau (forse anche Conte di Charmois). Egli aveva probabilmente degli antenati appartenenti alla dinastia carolingia, anche se molti storici notano più collegamenti con alcuni re di Turingia. La dinastia degli Azzoni (dal nome del conte palatino Azzo) furono conti palatini di Lotaringia tra il X e l'XI secolo. La loro famiglia era considerata quella più importante e rappresentativa dell'alto e del basso Reno. Essi si dimostrarono perlopiù fedeli all'Impero anche se non ebbero grande successo nel costruire un'entità statale definita in Lotaringia. Durante un periodo limitato, pervennero a loro i territori di Svevia, Baviera e Carinzia.

### Conti di Altena
L'antica casa comitale von Limburg trae origine da Altena in Vestfalia nel 1246. Capostipite della famiglia è Erenfried I (866-904) conte del Bleisgau di origini carolingie. Adolf I di Lotharingia è il primo conte di Berg (1050-82); Irmgard è l'ultima erede dei conti che nel 1248 sposa il duca Heinrich IV di Limburg che diviene quindi conte di Berg.
Con Eberhard IV, figlio di Adolf IV (-1218), la linea anziana dei conti di Berg acquista la denominazione di conti d Altena (1166). I suoi figli si dividono in:
- Arnold di Altena è primo conte di Isenburg e poi conte di Limburg;
- Friedrich è conte de la Marck da cui discendono i duchi di Kleve, Julich e Berg, Nevers, Bouillon, i conti di Schleiden, ecc.
- Da Johann secondogenito di Dietrich di Altena Isenburg è generata la linea di Stirum.

### Linee sovrane
Nel 1644 la famiglia si divide in tre linee sovrane.

#### Conti von Limburg Stirum zu Bronckhorst und Borkulo
Il conte Georg, signore di Borculo (1337), riceve la signoria di Bronckhorst (Gheldria) dalla moglie, figlia dell'ultimo signore Joost (1553). che ha sposato Irmgard von Wisch (1539); gli succede il figlio Erdmann Georg (-1574), a cui succedono Jobst II (-1621) signore di Stirum, Wisch e Borculo. 
La linea prosegue col figlio Hermann Otto (-1644), assassinato; il castello subisce molti danni durante le varie guerre dei Paesi Bassi Con l'acquisto della signoria immediata zu Stirum, tra Düsseldorf ed Essen, i conti, signori di Borculo nei Paesi Bassi, sono ammessi come conti dell'impero (17.03.1679) nel banco di Vestfalia con seggio e voto alla Dieta, e nel 1700 sono ammessi tra la nobiltà ungherese. 
Nel 1777 la signoria di Borculo è venduta allo statolter Guglielmo V di Orange-Nassau, rimanendo da allora feudo signorile e poi reale.

#### Conti von Limburg Stirum zu Gehmen
Dal 1647 al 1798 sono signori sovrani della signoria immediata (1653) di Gehmen in Vestfalia, ricevuta con l'estinzione della linea dei conti von Holstein Schaumburg (1492-1643), e dal 1738 al 1772 signori immediati di Illeraichen, ricevuta in dote dalla moglie di Maximilian Willelm, Maria Anna contessa von Rechberg.
L'antica signoria di Gehmen è sovrana dal XV secolo sotto l'omonima famiglia, rappresentata da Johann, Heinrich IV (1455-58) e Heinrich IV (-1467). Passa poi fino al 1492 ai Nassau zu Beilstein e dal 1492 al 1653 agli Holstein Schaumburg; divenuta nello stesso anno signoria imperiale, diviene possesso dei Limburg Styrum, quando la riceve per matrimonio il conte Erdmann Otto von Limburg Brockhorst (1644) che così acquista diritti di appartenenza al collegio dei conti di Vestfalia con voto. Gemen, ereditata dal ramo dei Limburg Stirum zu Iller Aicheheim (1782) sovrana della signoria di Illeraichen (1748-75), viene ceduta nel 1798 ai baroni von Boemelberg che ricevono quindi il diritto di voto fino al 1806. Infine il 12.7.1806 la signoria è acquistata dai principi di Salm zu Salm.
Nel 1793, i Limburg Styrum sono ammessi nel banco dei conti di Vestfalia con voto alla Dieta. 
L'ultimo conte sovrano della linea di Limburg zu Styrum in Gehmen è Ferdinand (1798-1800), fratello di Karl II (1791-98) e figlio di Ferdinand Gottfried Mainhard (1781-91), con cui si estingue la discendenza maschile.

#### Conti von Limburg Stirum Stirum e Oberstein
La linea comitale cadetta di Limburg zu Styrum in Stirum o Bronckhorst è costituita da Philipp Ferdinand (1760-94) che rivendica il titolo di “Principe di Holstein” e risiede, dapprima, a Stirum e dal 1766 nella signoria immediata, ma esclusa dai circoli imperiali (senza voto) di Oberstein fino al 1801, quando ne viene spodestato il figlio Ernst Maria (1796-1806) che regna sui restanti possessi fino alla caduta dell'impero. 
Acquistano vaste proprietà e signorie con fidecommissari in Prussia orientale e Slesia. La linea si estingue nel 1809.

## Diversi
I Limburg Stirum creano due ordini cavallereschi: quello di St. Philipp del Leone di Limburgo (Orden Sankt Phillipps zum Loewen) nel 1700 per particolari meriti scientifici, artistici e virtù civile; ha l'acrostico H. S. C. W.; l'altro è dell'Antica Nobiltà o dei Quattro Imperatori (Alten Ritterorden von Alten Adel oder vom Heiligen Georg oder vier Kaiser); fondato il 6.12.1768 ricorda i quattro imperatori Enrico VII, Venceslao, Sigismondo e Carlo IV ed è costituito da 12 commende.
La contessa Mathilde di Limburg-Stirum (1852-1932) fu fidanzata "segreta" del principe Guglielmo di Orange-Nassau, figlio ed erede di Re Guglielmo III dei Paesi Bassi ma il matrimonio fu reso impossibile per l'opposizione del sovrano olandese e ciò provocò una grave crisi dinastica nella famiglia reale olandese perché il principe si trasferì a Parigi in protesta contro tale proibizione morendo in Francia anni dopo senza essersi riconciliato con il padre. È l'antenata di Cara Delevingne.
Tra i membri recenti della famiglia il conte Rodolfo marito dal 2008 dell'arciduchessa Maria Cristina d'Austria (nata nel 1983), figlia dell'arciduca Carlo Cristiano d'Asburgo-Lorena (discendente diretto dell'imperatore Carlo I d'Austria) e della principessa Maria Astrid di Lussemburgo (figlia del Granduca Giovanni di Lussemburgo e della moglie Giuseppina Carlotta del Belgio).
Il Conte Évrard (1927-2001) sposò la principessa Elena di Francia (nata 1934), figlia del Duca Enrico d'Orléans (1908-1999), pretendente al trono francese con il titolo di Conte di Parigi. Divenne così anche cognato di diversi Capi di famiglie reali (pretendenti al trono) come Amedeo di Savoia-Aosta (1943-2021), Carlo Maria di Borbone-Due Sicilie (1938-2015) e Carlo di Württemberg (1936-2022).

## Membri famosi
Questi i conti delle varie linee sovrane:
- von Limburg zu Stirum
  - Georg van Limburg 1500-52
  - Hermann Georg -1574
  - Jobst II -1621
  - Hermann Otto -1644
  - Otto II -1679
  - Frederik Willelm -1683
  - Otto Ernst Gelder -1722
  - Leopold -1727
  - Karl Philipp de Flodorf -1742
  - Georg de Detloff Flemning -1771
  - Isabelle -1777.

- von Limburg Stirum zu Gehmen
  - Adolf Ernst -1657
  - regg. Maria Isabella von Vehlen -1675
  - Erdmann Otto II -1704
  - Otto Leopold -1743
  - Friedrich Karl -1771
  - August Philipp -1776, princ. Vesc. Spira
  - Karl Josef -1798
  - Karl II zu Gemen und Simonsturm -1798
  - Ferdinand IV zu Illereichen -1800
  - Philipp Ferdinand -1801.

- von Limburg zu Stirum in Stirum
  - Philipp Ferdinand 1760-94
  - Ernst Maria -1806.